# NGC 1994
NGC 1994 ist die Bezeichnung eines offenen Sternhaufens im Sternbild Dorado. Das Objekt wurde am 16. Dezember 1835 von John Herschel entdeckt.